# Linguaglossa
Linguaglossa ist eine Stadt in der italienischen Metropolitanstadt Catania auf Sizilien mit 5055 Einwohnern (Stand 31. Dezember 2023).

## Lage und Daten
Linguaglossa liegt 49 Kilometer nördlich von Catania am Nordosthang des Ätnas. Die Einwohner arbeiten hauptsächlich in der Land- und Forstwirtschaft.
Die Nachbargemeinden sind Calatabiano, Castiglione di Sicilia, Piedimonte Etneo und Sant’Alfio.

## Geschichte
Die Stadt wurde teilweise auf dem Lavastrom am Nordostabhang des Ätnas von 1566 erbaut.

## Sehenswürdigkeiten
Viele Bauwerke in Linguaglossa sind im barocken Stil erbaut.

### In Linguaglossa
- Kirche San Francesco di Paola aus dem 16. Jahrhundert, im Inneren sind Stuckarbeiten und eine Statue der Madonna di Loretto zu sehen
- Kirche dei Padri Domenicani
- Konvikt und Kirche der Kapuziner aus dem 17. Jahrhundert
- Dom Santa Maria delle Grazie, ursprünglich aus dem 17. Jahrhundert, wurde im 20. Jahrhundert renoviert

### Umgebung von Linguaglossa
- Wald von Linguaglossa, heute ein Wintersportzentrum

## Söhne und Töchter der Stadt
- Frank Puglia (1892–1975), Filmschauspieler
- Francesco Messina (1900–1995), Bildhauer und Dichter
- Luigi Di Bella (1912–2003), Arzt